# Государственный строй Приднестровской Молдавской Республики
Приднестро́вская Молда́вская Респу́блика — непризнанное государство на юго-востоке Европы, расположенное в пределах признанных ООН границ Республики Молдова. Вопросы политического статуса ПМР изложены в статье политический статус Приднестровья.
Согласно Конституции ПМР, является унитарным суверенным независимым демократическим правовым государством. По законам ПМР, государственная власть в стране осуществляется на основе разделения её на законодательную, исполнительную и судебную. Форма правления характеризуется как смешанная республика.

## Конституция Приднестровья
Конституция — основной закон Приднестровья. Принята на всенародном референдуме 24 декабря 1995 года и подписана президентом Приднестровской Молдавской Республики 17 января 1996 года. 30 июня 2000 Конституционным Законом № 310-КЗИД были внесены изменения в Конституцию, превратившие ПМР из парламентско-президентской республики в президентскую. В 2011 году внесены поправки в Конституцию, вернувшие президентско-парламентскую систему. Конституция имеет высшую юридическую силу и прямое действие.

## Законодательная власть
Законодательную власть осуществляет однопалатный Парламент — Верховный Совет. Численность — 43 депутата, срок полномочий 5 лет. Выборы депутатов Верховного Совета осуществляются на основе мажоритарной избирательной системы (относительного большинства) по избирательным округам.
Основные полномочия Верховного Совета:
1. устанавливает республиканские налоги и сборы, перечень местных налогов и сборов, порядок их взимания и введения;
2. рассматривает и утверждает республиканские программы экономического, социального и культурного развития, имеющие статус общегосударственных, принимает бюджет и устанавливает меры межбюджетного регулирования;
3. решает вопросы административно-территориального устройства Приднестровской Молдавской Республики;
4. ратифицирует и денонсирует международные договоры Приднестровской Молдавской Республики;
5. вносит изменения и дополнения в Конституцию в установленном порядке, вносит изменения и дополнения в действующие законодательные акты;
6. осуществляет законодательное регулирование иных вопросов, требующих единообразного решения и применения на территории Приднестровской Молдавской Республики.

## Исполнительная власть
Исполнительную власть осуществляет Правительство, состоящее из Председателя, его заместителя, министров, глав государственной администрации городов и районов.
Основные функции:
1. выработка мер по реализации внутренней и внешней политики государства, способствующих социально-экономическому развитию страны и удовлетворению потребностей общества;
2. разработка необходимых мер, направленных на реализацию актов законодательства Приднестровской Молдавской Республики;
3. осуществление законодательной инициативы в Верховном Совете через Президента Приднестровской Молдавской Республики;
4. осуществление иных полномочий, возложенных на Кабинет Министров Президентом Приднестровской Молдавской Республики.

Все решения, принимаемые Кабинетом Министров, вводятся в действие Президентом Приднестровской Молдавской Республики.
Структура исполнительных органов государственной власти и управления в Приднестровской Молдавской Республике:

Исполнительные органы, руководство которыми осуществляет Президент Приднестровской Молдавской Республики:
- Министерство внутренних дел Приднестровской Молдавской Республики.
- Министерство обороны Приднестровской Молдавской Республики.
- Министерство иностранных дел Приднестровской Молдавской Республики.
- Министерство юстиции Приднестровской Молдавской Республики.
- Министерство государственной безопасности Приднестровской Молдавской Республики.
- Государственный таможенный комитет Приднестровской Молдавской Республики.
- Следственный комитет Приднестровской Молдавской Республики.
- Служба безопасности Президента Приднестровской Молдавской Республики.

Исполнительные органы, руководство которыми осуществляет Правительство Приднестровской Молдавской Республики:
- Министерство экономического развития Приднестровской Молдавской Республики.
- Министерство финансов Приднестровской Молдавской Республики.
- Министерство сельского хозяйства и природных ресурсов Приднестровской Молдавской Республики.
- Министерство здравоохранения Приднестровской Молдавской Республики.
- Министерство просвещения Приднестровской Молдавской Республики.
- Министерство по социальной защите и труду Приднестровской Молдавской Республики.
- Комитет цен и антимонопольной деятельности Приднестровской Молдавской Республики.
- Служба государственного надзора Приднестровской Молдавской Республики.
- Государственная служба транспорта и дорожного хозяйства Приднестровской Молдавской Республики.
- Государственная служба по спорту Приднестровской Молдавской Республики.
- Государственная служба энергетики и жилищно-коммунального хозяйства Приднестровской Молдавской Республики.
- Государственная служба связи, информации и СМИ Приднестровской Молдавской Республики.
- Государственная служба высокотехнологической медицинской помощи Приднестровской Молдавской Республики.
- Государственная администрация города Тирасполь и города Днестровск.
- Государственная администрация города Бендеры.
- Государственная администрация Слободзейского района и города Слободзея.
- Государственная администрация Каменского района и города Каменка.
- Государственная администрация Григориопольского района и города Григориополь.
- Государственная администрация Рыбницкого района и города Рыбница.
- Государственная администрация Дубоссарского района и города Дубоссары.

## Судебная власть
Судебная власть осуществляется только судом посредством конституционного, гражданского, административного, уголовного и арбитражного судопроизводства. Органом конституционного контроля является Конституционный суд Приднестровской Молдавской Республики. Высшим судебным органом по гражданским, уголовным, административным и иным делам, подсудным судам общей юрисдикции является  Верховный Суд. Высшим судебным органом по разрешению экономических споров является Арбитражный суд ПМР.

## Президент
Президент Приднестровья является главой государства. Президент ПМР:
1. является гарантом Конституции и законов Приднестровской Молдавской Республики, прав и свобод человека и гражданина, обеспечивает точное исполнение Конституции и законов;
2. принимает меры по охране суверенитета Республики, её независимости и территориальной целостности, обеспечивает согласованное функционирование и взаимодействие всех органов государственной власти;
3. разрабатывает концепцию внутренней и внешней политики государства и принимает меры к её реализации;
4. представляет Приднестровской Молдавской Республики внутри страны и в международных отношениях;
5. является Главнокомандующим Вооруженными силами Приднестровской Молдавской Республики и принимает любые законные меры, направленные на укрепление обороноспособности Республики;
6. в предусмотренных Конституцией случаях вводит на территории Приднестровской Молдавской Республики военное положение с незамедлительным сообщением об этом Верховному Совету.

Президент Приднестровской Молдавской Республики обладает неприкосновенностью.

## Местное самоуправление
Государственные администрации городов и районов, являющихся административно-территориальными единицами Республики, входят в единую систему исполнительных органов государственной власти Приднестровья, Советы народных депутатов городов, районов, сел (поселков), являющихся административно-территориальными единицами Республики, входят в единую систему представительных органов государственной власти Приднестровья.

## Политические партии
Партийная система ПМР в настоящее время представлена широким спектром политических сил. Заметное развитие партийной системы началось с начала 2000-х годов. Основными партиями ПМР являются:
- Приднестровская коммунистическая партия,
- Приднестровская республиканская партия,
- Патриотическая партия Приднестровья,
- Партия «Возрождение»[2],
- «Обновление»
- Либерально-демократическая партия Приднестровья